# Tony Tough and the Night of Roasted Moths
Tony Tough and the Night of Roasted Moths est un jeu vidéo d'aventure en pointer-et-cliquer développé par Nayma Software et édité par Got Game Entertainment, sorti en 2002 sur Windows, Mac et Linux.
Une suite, Tony Tough 2 : Détective privé, est sortie en 2006.

## Accueil
- Adventure Gamers : 4/5[1]
- Jeuxvideo.com : 16/20[2]